# Vârful Robița, Munții Făgăraș
Robița este un vârf muntos situat în Masivul Făgăraș, care are altitudinea de 2.407 metri. Se află la sud de vârful Arpașul Mic, pe muntele Robița. Nu este accesibil de pe trasee turistice marcate.